# 다미 바카레
다미 바카레(Dami Bakare, 1988년 9월 22일 ~ )는 나이지리아 출생 영국의 배구 선수이다. 2012년 하계 올림픽의 남자 배구 토너먼트에서 영국과 겨루었다.